# Nicholas Chavez
Pour les articles homonymes, voir Chavez.
Nicholas Chavez, né le 6 septembre 1999 à Houston (Texas), est un acteur américain. Il est devenu connu pour son rôle dans le soap opéra Hôpital Central, qui lui a permis de décrocher un Daytime Emmy Award, et pour avoir interprété Lyle Menéndez dans la série Monstres. 

## Biographie
De 2021 à 2024, Nicholas Chavez joue dans le feuilleton d'ABC General Hospital dans lequel il interprète le jeune Spencer Cassadine. Ce rôle lui permet de décrocher le Daytime Emmy Award du meilleur jeune interprète dans une série dramatique,.
En 2022, il incarne Jason dans le film pour adolescent Crushed, de la plate-forme Tubi.
En 2023, il participe à la deuxième saison de la série d'anthologie Netflix de Ryan Murphy, Monstres : L'histoire de Lyle et Erik Menéndez, où il interprète Lyle Menéndez. En août 2024, il est annoncé dans le casting d'une autre projet du réalisateur Ryan Murphy, Grotesquerie, une série d'horreur dramatique pour FX.   

## Filmographie

### Cinéma
- 2022 :  Crushed de Niki Koss : Jason Curtis

### Télévision
- 2021–2024 : Hôpital Central : Spencer Cassadine (358 épisodes)
- 2024 : Monstres : L'histoire de Lyle et Erik Menéndez :  Lyle Menéndez (8 épisodes)
- 2024 : Grotesquerie : Père Charlie Mayhew (3 épisodes)